# Lista de deputados estaduais do Maranhão da 18.ª legislatura

## Composição das bancadas
| Partido | Líder                    | Bancada | Posição      |
| ------- | ------------------------ | ------- | ------------ |
| PMDB    | Andrea Murad             | 4 / 42  | Oposição     |
| PV      | Adriano Sarney           | 4 / 42  | Oposição     |
| PRB     | Glalbert Cutrim          | 3 / 42  | Governo      |
| PDT     | Humberto Coutinho        | 3 / 42  | Governo      |
| PCdoB   | Prof. Marco Aurélio      | 3 / 42  | Governo      |
| PR      | Josimar de Maranhãozinho | 2 / 42  | Governo      |
| DEM     | César Pires              | 2 / 42  | Governo      |
| PSL     | Edson Araújo             | 2 / 42  | Oposição     |
| PSC     | Rogério Cafeteira        | 2 / 42  | Independente |
| PTN     | Sousa Neto               | 2 / 42  | Independente |
| PT      | Zé Inácio                | 2 / 42  | Governo      |
| PSDB    | Neto Evangelista         | 2 / 42  | Governo      |
| PMN     | Eduardo Braide           | 1 / 42  | Independente |
| PP      | Cabo Campos              | 1 / 42  | Governo      |
| PHS     | Carlinhos Florêncio      | 1 / 42  | Independente |
| PRTB    | Stênio Rezende           | 1 / 42  | Independente |
| PSB     | Bira do Pindaré          | 1 / 42  | Governo      |
| PEN     | Ricardo Rios             | 1 / 42  | Governo      |
| PSDC    | Paulo Neto               | 1 / 42  | Independente |
| PTC     | Edivaldo Holanda         | 1 / 42  | Governo      |
| PTdoB   | Fábio Braga              | 1 / 42  | Governo      |
| PPS     | Wellington do Curso      | 1 / 42  | Governo      |
| SD      | Dr. Levi Pontes          | 1 / 42  | Governo      |

## Deputados Estaduais
No Maranhão, quarenta e dois (42) deputados federais foram eleitos.
| Número | Deputados estaduais eleitos | Partido | Votação | Percentual | Cidade onde nasceu       | Unidade federativa |
| 22000  | Josimar de Maranhãozinho    | PR      | 99.252  | 3,11       | Várzea Alegre            | Ceará              |
| 10234  | Glalbert Cutrim             | PRB     | 85.984  | 2,69       | São Luís                 | Maranhão           |
| 10000  | Ana do Gás                  | PRB     | 78.287  | 2,45       | São Luís                 | Maranhão           |
| 15333  | Andrea Murad                | PMDB    | 77.889  | 2,44       | São Luís                 | Maranhão           |
| 25333  | Dr. Antônio Pereira Filho   | DEM     | 73.353  | 2,30       | Teixeira                 | Paraíba            |
| 12345  | Humberto Coutinho           | PDT     | 67.982  | 2,13       | Pedreiras                | Maranhão           |
| 15789  | Roberto Costa               | PMDB    | 57.569  | 1,80       | Recife                   | Pernambuco         |
| 43333  | Edilázio Júnior             | PV      | 56.239  | 1,76       | São Luís                 | Maranhão           |
| 17888  | Edson Araújo                | PSL     | 55.269  | 1,73       | Recife                   | Pernambuco         |
| 15222  | Nina Melo                   | PMDB    | 52.979  | 1,66       | Caxias                   | Maranhão           |
| 20020  | Léo Cunha                   | PSC     | 50.828  | 1,59       | Imperatriz               | Maranhão           |
| 15800  | Max Barros                  | PMDB    | 49.495  | 1,55       | São Luís                 | Maranhão           |
| 43123  | Adriano Sarney              | PV      | 48.463  | 1,52       | São Luís                 | Maranhão           |
| 19222  | Sousa Neto                  | PTN     | 48.118  | 1,51       | Teresina                 | Piauí              |
| 33123  | Eduardo Braide              | PMN     | 47.519  | 1,49       | São Luís                 | Maranhão           |
| 31111  | Carlinhos Florêncio         | PHS     | 42.032  | 1,32       | Bacabal                  | Maranhão           |
| 28028  | Stênio Rezende              | PRTB    | 41.857  | 1,31       | Vitorino Freire          | Maranhão           |
| 43200  | Rigo Teles                  | PV      | 41.016  | 1,28       | São Domingos do Maranhão | Maranhão           |
| 40100  | Bira do Pindaré             | PSB     | 38.829  | 1,22       | Pindaré-Mirim            | Maranhão           |
| 13123  | Zé Inácio                   | PT      | 38.753  | 1,21       | Bequimão                 | Maranhão           |
| 51222  | Ricardo Rios                | PEN     | 38.575  | 1,21       | São Luís                 | Maranhão           |
| 20000  | Rogério Cafeteira           | PSC     | 37.229  | 1,17       | São Luís                 | Maranhão           |
| 45678  | Neto Evangelista            | PSDB    | 36.297  | 1,14       | São Luís                 | Maranhão           |
| 25802  | César Pires                 | DEM     | 36.221  | 1,13       | Codó                     | Maranhão           |
| 19123  | Alexandre Almeida           | PTN     | 36.021  | 1,13       | Brasília                 | Distrito Federal   |
| 12121  | Fábio Macedo                | PDT     | 35.770  | 1,12       | Dom Pedro                | Maranhão           |
| 27111  | Paulo Neto                  | PSDC    | 34.580  | 1,08       | Parnaíba                 | Piauí              |
| 65678  | Raimundo Cutrim             | PCdoB   | 33.760  | 1,06       | São João Batista         | Maranhão           |
| 12222  | Valéria Macedo              | PDT     | 33.159  | 1,04       | Goiânia                  | Goiás              |
| 22223  | Vinícius Louro              | PR      | 32.870  | 1,03       | Pedreiras                | Maranhão           |
| 10123  | Júnior Verde                | PRB     | 32.223  | 1,01       | Santa Inês               | Maranhão           |
| 36123  | Edivaldo Holanda            | PTC     | 31.688  | 0,99       | São João do Rio do Peixe | Paraíba            |
| 65111  | Prof. Marco Aurélio         | PCdoB   | 30.900  | 0,97       | Conceição do Araguaia    | Pará               |
| 45456  | Sérgio Frota                | PSDB    | 30.525  | 0,96       | São Luís                 | Maranhão           |
| 17000  | Graça Paz                   | PSL     | 30.313  | 0,95       | Guimarães                | Maranhão           |
| 65065  | Othelino Neto               | PCdoB   | 30.196  | 0,95       | São Luís                 | Maranhão           |
| 70123  | Fábio Braga                 | PTdoB   | 29.612  | 0,93       | Vargem Grande            | Maranhão           |
| 43000  | Hemetério Weba              | PV      | 27.459  | 0,86       | Santa Helena             | Maranhão           |
| 13888  | Francisca Primo             | PT      | 27.330  | 0,86       | Presidente Dutra         | Maranhão           |
| 23123  | Wellington do Curso         | PPS     | 22.896  | 0,72       | Teresina                 | Piauí              |
| 77123  | Dr. Levi Pontes             | SD      | 19.603  | 0,61       | Chapadinha               | Maranhão           |
| 11190  | Cabo Campos                 | PP      | 19.298  | 0,60       | São Gonçalo              | Rio de Janeiro     |